# Berény község
Berény község (románul: Comuna Beriu) község Hunyad megyében, Romániában. Központja Berény, beosztott falvai Alsóvárosvíz, Kasztó, Kukuis, Magureny, Pojénytanya, Szereka, Ósebeshely.

## Népessége
A 2011-es népszámlálás adatai alapján a község népessége 3138 fő volt.